# Фетинино (Вологодский район)
Фетинино — посёлок в Вологодском районе Вологодской области.
Входит в состав Семёнковского сельского поселения, с точки зрения административно-территориального деления — в Семёнковский сельсовет.
Расстояние по автодороге до районного центра Вологды — 19 км, до центра муниципального образования Семёнково — 11 км. Ближайшие населённые пункты — Щетинино, Чемоданово, Яковлевское.
До 26 декабря 2001 года Фетинино имело статус деревни.
По переписи 2002 года население — 742 человека (351 мужчина, 391 женщина). Преобладающая национальность — русские (98 %).
В 2003 году к посёлку Фетинино присоединена соседняя деревня Клочково, в которой, по данным переписи 2002 года, населения не было.